# F-próba
A statisztikában az F-próba a szórásnégyzetek egyenlőségét vizsgáló eljárás, melynél a nullhipotézis, hogy két normális eloszlású mintának azonos a varianciája.
Két csoport teljesítménye azonos átlagteljesítmény esetén is lehet különböző az eltérő szórás miatt. Az F-próba arra adja meg a választ, hogy szignifikáns-e ez az eltérés. Alapvetően F-próba alatt bármelyik statisztikai eljárást érthetjük, amely két vagy több minta szórását hasonlítja össze (Levene-próba, Brown–Forsythe-próba); ebben a szócikkben F-próba alatt azt az eljárást értjük, ahol a próbastatisztika két minta tapasztalati szórásának arányán alapszik. Ez egy rendkívül egyszerű példája a matematikai statisztikának, amelyből az F-eloszlás is levezethető. A gyakorlati statisztikában a használatával kapcsolatban vannak akadályok: a próba túlságosan érzékeny a normalitás meglétére ahhoz, hogy rutinpróbaként alkalmazhassuk a szórásnégyzet különbségének megállapításához. Tehát a minták elemzésénél minden olyan esetben, ahol akár minimálisan is, de sérül a normalitás feltevése, nem javasolt a próba használata, mivel túlságosan sérül a statisztikai ereje.

## A próba
Legyen X1, ..., Xn és Y1, ..., Ym független minta két populációból, ahol mindkét populáció normális eloszlással rendelkezik. A két populáció várható értékei lehetnek különbözőek, a nullhipotézis pedig az, hogy a varianciájuk egyenlő ({\displaystyle H_{0}\colon \,\sigma _{X}^{2}=\sigma _{Y}^{2}}). Legyenek
{\displaystyle {\overline {X}}={\frac {1}{n}}\sum _{i=1}^{n}X_{i}} és {\displaystyle {\overline {Y}}={\frac {1}{m}}\sum _{i=1}^{m}Y_{i}}
a minták tapasztalati átlagai és legyenek
{\displaystyle S_{X}^{2}={\frac {1}{n-1}}\sum _{i=1}^{n}\left(X_{i}-{\overline {X}}\right)^{2}} és {\displaystyle S_{Y}^{2}={\frac {1}{m-1}}\sum _{i=1}^{m}\left(Y_{i}-{\overline {Y}}\right)^{2}}
a minták tapasztalati varianciái (Bessel-korrigált becslések a varianciára). Ekkor a próbastatisztikának használandó az
{\displaystyle F_{emp}={\frac {S_{X}^{2}}{S_{Y}^{2}}},}
tapasztalati, empirikus érték. F-nek F-eloszlása van, de az  F-statisztika eloszlása különböző  mintanagyságok  esetén különböző. Azt, hogy melyik F-eloszlást kell választanunk, azaz az F-eloszlás paramétereit a minták szabadsági foka mutatja meg, ami n – 1 és  m – 1.
Adott szignifikanciaszint (szokásos p = 0,05 = 5%-ot választani) mellett kikeressük F(n–1, m–1) értékét  táblázatból, ez lesz a kritikus érték. Ha Femp ≤ Fkrit, akkor elfogadjuk a H0 nullhipotézist, azaz a szórásnégyzetek egyenlősége igaz, különben elvetjük.

## Tulajdonságok
Az F-próba rendkívül érzékeny a nem normális eloszlásra, így a Levene-próba, a Bartlett-próba vagy a Brown–Forsythe-próba alkalmasabb a szórásnégyzet egyenlőségének vizsgálatára (azonban ezeknél a próbáknál nagyobb esély van elsőfajú hibára).
Az F-próbát más hipotézisvizsgálatok során is szokták alkalmazni, például átlagok különbségének vizsgálatánál három, vagy több csoportban, vagy faktoriális elrendeződésben. Ezek az F-próbák általában nem robusztusak, ha sérül a normalitás feltétele, különösen egyenlőtlen elrendezés és magas konfidenciaintervallum (alacsony alfa-szint) esetén. Magas alfa-érték (0,05 = 5% felett) és kiegyenlített elrendezés esetén a próba relatíve robusztus, azonban, a normális eloszlás kis változása esetén is veszít statisztikai erejéből nem parametrikus változataihoz képest.